# La Guitare et le Jazz-band
La Guitare et le Jazz-band est un film muet français réalisé par Gaston Roudès, sorti en 1923.

## Synopsis
Un avocat mondain, amant de Martine qui adore le jazz, s'éprend de sa belle sœur qui joue de la guitare.

## Fiche technique
- Titre : La Guitare et le Jazz-band
- Réalisation : Gaston Roudès
- Société de production : Films Sphynx[1]
- Pays de production :  France
- Langue : film muet avec les intertitres  en français
- Format : Noir et blanc — 35 mm — 1,33:1 — Muet
- Métrage :
- Genre :
- Durée : 65 minutes [2]
- Date de sortie: 
  - France : 1923

## Distribution
- Camille Bardou
- Jean Devalde
- France Dhélia
- Violette Trézel